# سیلوین آیدانگار
سیلوین آیدانگار (انگلیسی: Sylvain Idangar؛ زادهٔ ۸ مارس ۱۹۸۴) بازیکن فوتبال اهل فرانسه است.
از باشگاه‌هایی که در آن بازی کرده‌است می‌توان به باشگاه فوتبال والنسین، باشگاه فوتبال المپیک لیون، باشگاه فوتبال الوطنی عربستان سعودی، باشگاه فوتبال فیرنسی، باشگاه فوتبال بی جی پاتوم یونایتد، و باشگاه فوتبال وفاق سطیف اشاره کرد.
وی همچنین در تیم‌های ملی فوتبال زیر ۱۹ سال فرانسه و چاد بازی کرده‌است.